# Água Nos Zói
Água Nos Zói é uma canção da dupla sertaneja brasileira Clayton & Romário em parceria com a dupla Jorge & Mateus, lançada em 15 de outubro de 2021, sendo o primeiro single do quarto álbum ao vivo No Churrasco 2.

## Antecedentes e gravação
Clayton & Romário se destacaram entre 2020 e 2021, em decorrência da pandemia, com as lives na internet e com a canção Pingaiada, do álbum anterior No Churrasco. Com isso, chamaram a atenção da gravadora Virgin Music e da dupla Jorge & Mateus, que apostaram demais no sucesso dos cantores. Em 21 de fevereiro de 2021, na cidade de Divinópolis, No Churrasco 2 foi gravado e Jorge & Mateus eram os convidados especiais do projeto, nessa música.

## Lançamento e recepção
Em 15 de outubro de 2021, Água nos Zói foi lançada e aumentou ainda mais a visibilidade da dupla nacionalmente. O hit já contabilizava milhões de visualizações e streamings e foi compartilhado por influenciadores digitais, além de estar presente no Top 100 das plataformas digitais.

## Desempenho comercial
| Tabela musical                  | Melhor posição |
| ------------------------------- | -------------- |
| Crowley Charts (Top 100 Brasil) | 5              |
| Spotify (Top 200 Brasil)        | 35             |
| ConnectMix (Ranking Anual 2022) | 72             |